# Stefania Casini
Stefania Casini (geboren op 4 september 1948 in Villa di Chiavenna) is een Italiaanse actrice, scenarioschrijver, regisseur en producent. Ze ontving twee David Di Donatello Award-nominaties voor haar werk in de film Lontano da dove uit 1983.

## Filmografie (selectie)
- A Pocketful of Chestnuts (1970)
- Blood for Dracula (1974)
- La cugina (1974)
- Luna di miele in tre (1976)
- Novecento (1976)
- Andy Warhol's Bad (1977)
- Suspiria (1977)
- The Bloodstained Shadow (1978)
- Lontano da dove (1983)
- The Belly of an Architect (1987)